# Duhovne vježbe sv. Ignacija Lojolskog
Duhovne vježbe (lat. Exercitia spiritualia) djelo je Ignacija Lojolskog.

## Nastanak i sadržaj
Dok je sveti Ignacije pisao Duhovne vježbe nije bio teolog nego duhovni i mistični čovjek, koji je polazio od jedne teologije. Iako je čitao neke teološke knjige, a kasnije je studirao i teologiju, njegov jezik u Duhovnim vježbama nije toliko teološki koliko je duhovno mistični. Štoviše, bio je ograničen teologijom svoga vremena. Njegova su, naime, mistična iskustva bila bogatija nego što su izražena u Duhovnim vježbama. Iskustveno je upoznao, kako je sam rekao, »sve tajne kršćanske vjere«. U Duhovnim vježbama se, naime, pretpostavlja, na temelju svetopisamskog sadržaja i vjerskog iskustva samog autora, karakteristična teologija. Njezini elementi nisu sustavno sakupljeni niti izrečeni. Oni se nalaze upravo »posijani« u svih šest glavnih dijelova Duhovnih vježbi.

## Duhovne vježbe

### I. Položaj Krista u načelu i temelju
Kao uvod u »Duhovne vježbe« služi »Načelo i temelj« (Dv 23). Iako se nalazi izvan glavne materije »Duhovnih vježbi«, koja je razdijeljena na četiri tjedna, po sadržaju je povezan s ostalim dijelovima »Duhovnih vježbi« i u njima nalazi puno ostvarenje. U njemu se zapravo iznosi program za duhovne vježbe, u kojem se podsjeća na stvaranje čovjeka i cilj njegova života, te na istine važne za ljudski život. No, o Isusu Kristu se samo indirektno govori. 
a) Stvoritelj je Otkupitelj
Ignacije u »Načelu i temelju« kaže: »Čovjek je stvoren« (Dv 23). Izriče se zapravo odnos Stvoritelja i stvorenja. A taj je odnos biblijski i svrhunaravni. Stvaranje nalazi puni smisao u otkupljenju koje se ostvaruje u Isusu Kristu. Stvoreni je čovjek zapravo onaj koji je otkupljen i o kojem se radi u ostalim dijelovima »Duhovnih vježbi«. Taj čovjek nalazi puno svoje tumačenje u utjelovljenu Božjeg Sina i u njegovu djelu otkupljenja. 
Odnos između Stvoritelja i stvorenja nalazi svoje ispunjenje u odnosu između Otkupitelja i grešnika. Put uzlaska stvorenja k Stvoritelju omogućen je silaskom Boga k stvorenju. Stvoritelj postaje Otkupitelj. Bog u Kristu postaje »naš Gospodin« (Dv 23), u kojem se ostvaruje pomirenje između Boga i čovjeka i omogućuje ostvarenje čovjekova cilja u djelu otkupljenja. 
b) »Sve druge stvari«
U »Načelu i temelju« govori se i o »drugim stvarima« (Dv 23) koje trebaju pomagati čovjeka u ostvarenju svrhe njegova života. Upravo sve druge stvari postaju otkupljene u čovjeku. A Ignacije sve stvari gleda »kao oprane u krvi Kristovoj« Sve one trebaju služiti čovjeku. 
Isto tako i stavovi koje iziskuje »Načelo i temelj«, kao što su učiniti se »ravnodušnim« (duhovno slobodnim), izabirati ono što »više« vodi do cilja za koji je čovjek stvoren, puno ostvarenje nalaze u Kristu. Posebno se u čovjekovu duhovnom stavu da traži »više« ono što pomaže do cilja, naviješta dinamika cijelih duhovnih vježbi. Sve se, naime, treba usmjeravati prema Bogu koji je »uvijek veći« od svake spoznaje i od svakog dioništva. A ljubav, kao nutarnji čovjekov dinamizam, upravo mu nadahnjuje taj »više« prema Bogu koji je »uvijek veći«.
c) Tajna otkupljenja
Nutarnja logika svrhe »Načela i temelja« svodi se zapravo na nutarnju logiku »Boga našega Gospodina« (Dv 23). Time se izriče i jedan nauk o Bogu i njegovu životu. To slijedi u prvom redu iz nadnaravnog i otkupiteljskog reda u kojem se ostvaruje »Načelo i temelj«. Kroz djelo otkupljenja očituje se nutarnji Božji Život. Trojstvo je, naime, načelo svakog božanskog djelovanja »na izvan«, pa u tajni otkupljenja djeluju sve tri Osobe. U svjetlu ove tajne u tekstu »Duhovnih vježbi« mogu se otkriti cjelovite slike Trojstva (Dv 45) ili djelomične slike Trojstva (Dv 23). Te slike Trojstva, koje u ostalim dijelovima »Duhovnih vježbi« postaju izravne, naviještaju svoju teologiju. 

### II. Mjesto Krista u ignacijanskom shvaćanju grijeha
Prvi tjedan »Duhovnih vježbi« govori o »grijesima« (Dv 4). Po svome sadržaju odgovara »putu čišćenja« (Dv 10). Kakvo mjesto ima Krist u toj fazi duhovnih vježbi? 
a) Biblijski pogled na grijeh
Ignacije izriče pojam grijeha biblijski. A iznosi ga u kategorijama teologije vremena, kako ih je našao u pročitanim knjigama. 
Uz to, naznačuje kako je grijehom iznakažena »slika Trojstva« u čovjeku, koja je izražena po »moćima duše« (Dv 45). U Kristu »na križu« (Dv 53) obnovljena je ta »slika Trojstva« u čovjeku. Na taj se način izriče jedna nauka o Bogu. 
Krist je prisutan i u biblijskim izvještajima o grijehu. Čisti duhovi odbijaju božanski plan u Kristu i gube svoje »dostojanstvo« (Jd 6). A Krist upravo preuzimlje na sebe »prokletstvo« (Gal 3, 19) koje proizlazi iz prvog grijeha. Na taj način ponovo se ustanovljuje razrušeni red (Dv 50). 
Upravo je u Kristu obećan i ostvaren božanski plan koji je bio razrušen grijehom prvih ljudi. Zato je i postao »čovjekom« da bi mogao ispuniti taj plan nebeskog Oca. Puno vraćanje božanskom planu ostvarilo se u »Stvoritelju« koji postaje Otkupitelj (Dv 51). 
Zapravo svaki grijeh, u svjetlu Svetog pisma, postaje odbijanje Božje ljubavi koja se objavila u Isusu Kristu Otkupitelju. On je uistinu Sudac svega čovječanstva i nalazi se u središtu povijesti spasenja. Tako osobni grijesi postaju jedna objava prezrene božanske ljubavi koja se objavila u Isusu Kristu Raspetome (Dv 52). 
b) Stvoritelj »na križu«
Krist »na križu« (Dv 53), koji je prisutan u svakom grijehu, ima bitnu ulogu u prvom tjednu duhovnih vježbi. U prvom redu imenovan je »Stvoriteljem« (Dv 53) koji je početak svih stvari i izvor božanskog plana spasenja. A po drugoj strani kao Otkupitelj i Spasitelj potpuno ostvaruje božanski plan spasenja. 
Po Ignacijevu vjerovanju Isus Krist je posebno »Posrednik« (Dv 63). Njemu treba upraviti molbu, ako je Sin Oca i jednak Bogu, te ako je Sin Djevice Marije i u svemu jednak čovjeku osim u grijehu. Posrednik je između čovjeka i Trojstva, jer uvijek ostaje Sin vječnog Oca i Djevice Marije. Kao Sin Oca »silazi« (Iv 3, 13) te objavljuje tajanstveni život, a kao Sin Djevice »uzlazi« (Ef 4, 10) i pokazuje čovjeka. 
Tako se nauka o Bogu u prvom tjednu može sažeti u tvrdnju da je »Stvoritelj« postao Otkupitelj. Izriče se biblijska istina da je Sin Božji postao Sin Djevice Marije te »na križu« umro za grijehe ljudi (Dv 53). 
U otkupiteljskom djelu Isusa Krista nazočno je i Trojstvo. Na njega upućuju i slike u tekstu vježbi (Dv 45). A čitavi prvi tjedan doimlje se kao »spremanje terena«, u koji se može postaviti Kristov križ kao ključ za razumijevanje »Duhovnih vježbi«.

### III. Nauk o Kristu u drugom tjednu
Drugi tjedan »Duhovnih vježbi« odgovara »životu prosvjetljenja« (Dv 10). Poziv vječnog Kralja (Dv 91) je uvod u taj tjedan. Tajne pak Kristova života postaju svjetlo za vjerski život. 
Po sadržaju taj tjedan uključuje bitna razmatranja i »život Krista našeg Gospodina, uključivo do Cvjetnice« (Dv 4). Život Kristov »koji bijaše kod Oca i koji se nama očitovao« (1 Iv 1, 2) kao »put« i »istina« (Iv 14, 6), »svjetlo je svijeta« (Iv 8, 12) preko tajni zemaljskog života. 
a) Uloga Krista u ključnim razmatranjima
Kontemplacija poziva »vječnoga Kralja« (Dv 91) ima središnju ulogu u tajnama Kristova života. To je slavni i vječni Krist koji želi osvojiti svijet. Radi se o spasenju svijeta i obnovi svih stvari u Uskrslome. Takav Krist zove suradnike da ga slijede na putu tajni njegova Života i da ga nasljeduju ulazeći u ritam njegova života. Tako se ulazi u dinamizam pashalnog misterija, u kojem se daruje u službu Krista i »s njime« radi na spasenju (Dv 95). 
Darivanje u službu »vječnom Kralju« produbljuje se u razmatranju o »Dvije zastave« (Dv 136). Slavni Krist proglašuje uvjete punog pripadanja Bogu: »siromaštvo protiv bogatstva«, podnašanje »pogrda protiv ljudske časti« i »poniznost protiv oholosti« (Dv 146). Takav Krist poziva na bezrezervno darivanje (Dv 149). 
Nasljedovanje Krista siromašna, pogrđena i ponizna ostvaruje se u »trećem stupnju poniznosti« (Dv 167). Nasljedovati Krista koji je izabrao križ može samo nesebična ljubav. Prihvaćanje Krista »trećeg stupnja poniznosti« postaje bitno mjerilo za svaki »izbor« (Dv 170). Ustvari ono što se u nutrini o poniznom Kristu prihvati, to se izvana kroz proces izbora ostvari. 
b) Upoznavanje Isusa Krista
Da bi se moglo Isusa nasljedovati i ljubiti, potrebno ga je prije »upoznati« (Dv 104). Upoznaje ga se u tajnama njegova zemaljskog života u svjetlu bitnih razmatranja. 
Životna razdoblja Kristova života odvijaju se pod vidom smrti i uskrsnuća. Djelo otkupljenja očituje se kao cilj njegova života. Zapravo tajne Isusova života, koji počinje u Utjelovljenju (Dv 101) i nastavlja se u tajnama sve do svečanog ulaska u Jeruzalem (Dv 287), primaju otkupiteljsku vrijednost silaskom utjelovljenog Boga »u donji kraj zemlje« (Ef 4, 9) i uzlaska »iznad svih nebesa da ispuni sve« (Ef 4, 10). Ritam silaska Kristova prema »dolje« postaje određujući ritam u djelu spasenja. No taj njegov »silazak« neprestano prožimlje ritam »uzlaska«, ako se njegova božanska narav očituje u »naravi sluge« (Fil 2, 6). 
c) Uloga Trojstva u djelu otkupljenja
U ritmu Kristova »silaska« i njegova »uzlaska« ostvaruje se djelo otkupljenja. U njemu sve ujedinjuje volja Oca nebeskog i ljubav Duha Svetoga koja Isusa potiče na ostvarenje Očeva plana. Upravo je poslušnost volji Očevoj, od rođenja (Dv 116), Isusa usmjerila prema križu, gdje će se ostvariti Očev plan. 
Na taj se način tajne Kristova života, koje su svrhovito postavljene u drugom tjednu »Duhovnih vježbi«, slijevaju u tajne Kristove smrti i uskrsnuća. Krist kao »vječni Kralj« koji je pozvao na nasljedovanje, pokazao je ostvarenje božanskog poziva u svom zemaljskom životu. 

### IV. Tajna križa
Treći tjedan »Duhovnih vježbi« govori o »muci našega Gospodina« (Dv 4). Uključuje tajne Isusove muke od Posljednje večere (Dv 191) do njegova ukopa (Dv 298). 
Ovaj tjedan vodi do sjedinjenja s Kristom koji trpi i ide u muku »zbog mojih grijeha« (Dv 193). Isusova muka je odlučujuće sredstvo djela otkupljenja. 
a) Otkupiteljska ljubav
Svi događaji muke Kristove nose pečat Božje ljubavi. Bog je »tako ljubio svijet da je dao svoga jedinorođenog Sina da ne pogine nijedan koji u nj vjeruje već da ima život vječni« (Iv 3, 16). Otkupiteljska ljubav pokazuje se od početka do kraja muke. Isus se pokazuje kao Žrtva i Otkupitelj. 
Otkupiteljska ljubav je simbolizirana već u pranju nogu na Posljednjoj večeri, osobito se očitovala u Euharistiji i dolazi do vrhunca u smrti na križu. Ona je postala uistinu ključ Isusove muke. 
U otkupiteljskoj ljubavi zrcali se Trojstvo. Ono je posljednji uzrok Isusove muke. Sin je žrtvovan iz poslušnosti prema Ocu i u sjedinjenju s Duhom Svetim. Otac je darovao »Sina« (Rim 8, 32), a Sin je uz poticaj Duha darovao svoj život »za mnoge« (Mt 20, 25). Tako otkupiteljska ljubav u Isusovoj muci predstavlja božansku trojstvenu ljubav od koje sve dolazi. 
b) Evo čovjeka
U Isusovoj muci »božanstvo se krije« i »pušta da presveto čovještvo trpi tako grozne muke« (Dv 196). To je trpljenje odlučujuće sredstvo spasenja. 
»Evo čovjeka!« (Iv 19, 5) predstavlja Isusovo čovještvo. Njegova »slabost« suprotstavlja se »moći« Židova, a njegova »ludost« suprotstavlja se »mudrosti« pogana (1 Kor 1, 22). 
Kroz Isusovu »deformiranost« predstavljen je Bog. U »noći« Isusova trpljenja svijetli »svjetlo« (2 Kor 4, 6), jer Krist ostaje u muci sjedinjen s Ocem. Zapravo je zadnji uzrok Isusove muke upravo nebeski Otac, a Židovi i pogani su samo sredstvo »smrti na križu« (Fil 2, 8). 
c) Razmjena na križu
Otpočetka je život Isusov usmjeren prema smrti na križu, gdje se ostvarilo »novo stvaranje« (2 Kor 5, 17). Krist je »samog sebe za mene predao« (Gal 2, 20). Na križu je otkupiteljska ljubav došla do svog vrhunca. 
Na križu se ostvarila razmjena između Boga i čovjeka. Isus je postao »mjesto nas grijehom« (2 Kor 5, 21) da bi čovjek postao dionik »božanske naravi« (2 Pt 1, 4). Križ postaje sredstvo Isusove smrti, zasluga i zadovoljštine, ali i njegove slave. Raspeti je »slika Boga« (2 Kor 4, 6). Isus je »sašao u donji kraj zemlje« (Ef 4, 9), no on s križa »uzlazi iznad svih nebesa da ispuni sve« (Ef 4, 10). 
Na taj način tajna Kristova križa sadrži jezgru nauke o Bogu u Isusu Kristu. On je Spasitelj i Otkupitelj koji je smrću na križu ostvario otkupljenje. Na križu je, također, rođena Crkva da nastavi djelo otkupljenja u čovječanstvu. 

### V. Pashalni Krist
Četvrti tjedan »Duhovnih vježbi« sadrži tajne »uskrsnuća i uzašašća« (Dv 4). Posebno je povezan s trećim tjednom. Upravo se povezuje bol muke i radost uskrsnuća u pashalnom misteriju. Prelazi se od tajne križa na tajnu pashalne slave. To odgovara pozivu »vječnog Kralja«: »Tko me prati« u trpljenju, taj će me slijediti »i u slavi« (Dv 95). 
a) Krist tješitelj
Uskrsnuli Krist donosi utjehu »prijateljima« (Dv 224). Dok preuzima oblika Duha, vrši ulogu »tješitelja« (Iv 4, 16). U isto vrijeme u ukazanjima svojima nalaže tješiti »jedan drugoga« (Dv 224), dok sam iščezava ispred njihovih očiju. 
Primljeno poslanje sjedinjuje s Uskrsnulim u Duhu Svetom, kao što »zrake« sjedinjuju sa suncem (Dv 237). Kristovo poslanje nastavlja se u Crkvi, u kojoj se nastavlja Kristovo Djelo. 
b) Uskrsnuli je Raspeti
Kristovo uskrsnuće je trijumf Krista raspetoga. »Božanstvo« se pokazuje tako čudesno (Dv 223). No Kristovo uskrsnuće je trijumf svih onih koji su sjedinjeni s njime i slijede ga u njegovu »trpljenju« (Dv 95). Križ ostaje kao znak »Sina čovječjega na nebu i na zemlji« (Mt 24, 39). Upravo se izjednačuje Krist uskrsnuli i Isus raspeti. Smrt i uskrsnuće nisu samo znake ljubavi nego izvor preobrazbe i božanskog života. Uskrsnuli je početak, prvorođenac od mrtvih« (Kol 1, 18) i »slika« (1Kor 15, 49) »novog stvaranja« (2Kor 5, 17) Uskrsnuće je kozmički i eshatološki događaj, u kojem se odvija novi život u Kristu i u Crkvi. 
Uskrsnuli Krist je novi Adam. Kao što svi »umiru« u Adamu, ako je čovjek »iz zemlje«, »tako će u Kristu svi oživjeti« (1Kor 15, 22), ako je »s neba« (1Kor 15, 47). Tako uskrsnuće postaje ispunjenje utjelovljenja »u novom nebu i novoj zemlji« (2Pt 3, 13). 
c) Crkva je »tijelo Kristovo«
Crkva koja je rođena na Kristovom Križu, postaje njegovo »tijelo« i njegova »punina« (Ef 1, 23) u Kristovu uskrsnuću. Crkva »kao tijelo« Kristovo povezana s Kristom kao »glavom« (Kol 1, 18). U Crkvi kao »tijelu« pokazuje se prisutnost Trojstva, ako se u njoj nastavlja djelo otkupljenja. U Crkvi se upravo nastavlja spasiteljsko trojstvena ekonomija. 
d) Pashalni Krist
Uskrsnuli Krist kruna je povijesti spasenje. U njemu se ispunjavaju sva simbolička ukazanja kroz Stari zavjet jer u uskrsnuću »božanstvo« postaje vidljivo (Dv 223). U Kristu uskrsnulome ispunila su se sva božanska poslanja kroz Stari zavjet jer su se u njemu ispunila sva Božja obećanja. 
Uloga je Krista uskrsnuloga »obuhvatiti pod jednu glavu sve što je na nebesima i što je na zemlji« (Ef 1, 10). U pashalnom Kristu je započeta stvarnost koja je otvorena konačnoj punini. Pashalni Krist je kruna povijesti spasenja i vrhunac nauke u četvrtom tjednu. 
Pashalni Krist se vraća Ocu i šalje Duha Svetog svojoj Crkvi. U njoj će se ostvarivati Kristovo djelo otkupljenja. Tako slavni Krist radi na slavu Oca i s Duhom Svetim na spasenju ljudi. 

### VI. Kontemplacija o Božjoj ljubavi
Kontemplacija o Božjoj ljubavi (Dv 230) je zaključak duhovnih vježbi. Nalazi se izvan četiri tjedna duhovnih vježbi. Po sadržaju predstavlja sintezu duhovnih vježbi. Puno je ostvarenje programa koji je naznačen u »Načelu i temelju« i koji se provlačio kroz sve tjedne duhovnih vježbi. Tako je kontemplacija o Božjoj ljubavi povezana sa sva četiri tjedna duhovnih vježbi i čini jednu sintezu. S materijom duhovnih vježbi povezana je kroz otkupiteljsku ljubav i po analognim slikama Trojstva. Zato se i smisao kontemplacije o Božjoj ljubavi pokazuje samo u svijetlu cijelih duhovnih vježbi. 
a) Otkupiteljska ljubav
U kontemplaciji o Božjoj ljubavi radi se u prvom redu o otkupiteljskoj ljubavi. Ona se javlja kroz cijelu putanju duhovnih vježbi i kroz svih šest njezinih dijelova. Javila se u »Načelu i temelju« (Dv 23), pročišćena je u prvom tjednu pred Isusom »na križu« (Dv 53), upravo je produbljena preko poziva »vječnog Kralja« (Dv 95) i »trećeg tjedna« (Dv 196) i »četvrtog tjedna« (Dv 223). Takva ljubav dolazi »odozgo od Božje ljubavi« (Dv 184), od koje dolaze »sva dobra i svi darovi« (Dv 237). Ona je postala vidljiva u »Kristu raspetome« (1Kor 1, 23). Jedino se po njemu može »ljubiti« božansko Veličanstvo i »služiti« mu (Dv 233). 
Božanska ljubav kako se očituje u četiri točke kontemplacije sintetizira se u otkupiteljskoj ljubavi. Tako davanja božanske ljubavi u »otkupljenju« uključuje druge darove (Dv 234). Sve je, naime, obnovljeno u Otkupitelju. Otkupljenje nadvisuje sve druge darove jer se Bog daruje u »naravi sluge« sve do smrti na križu (Fil 2, 7). 
Stanovanje božanske ljubavi ostvaruje se također u otkupljenju (Dv 235). U Isusu »stanuje sva punina božanstva« (Kol 2, 9). A Krist je nazočan i u svojoj Crkvi. 
I sam rad božanske ljubavi (Dv 236) ostvaruje se kroz tajnu otkupljenja. On se posebno ostvaruje u muci, kako bi čovjek imao dijela »u slobodi slave djece Božje« (Rim 8, 21). Konačno silazak božanske ljubavi (Dv 237) izjednačuje se s otkupiteljskom ljubavlju. »Bog je poslao na svijet svoga jedinorođenog Sina« (1 Iv 4, 9) i Duha koji viče »Abba Oče« (Gal 4, 6). Tako otkupiteljska ljubav postaje prvotni sadržaj kontemplacije o Božjoj ljubavi. Ta ljubav iziskuje odgovor ljudske ljubavi. 
b) Kristovo mjesto u kontemplaciji o Božjoj ljubavi?
U kontemplaciji o Božjoj ljubavi Isus Krist se izričito ne spominje. No nužno je uključen zbog izravno spomenutog »otkupljenja« (Dv 234). Kao što je Krist jedino dostatni motiv otkupiteljske ljubavi kroz tjedne duhovnih vježbi, tako je on jedini dostatni motiv za ljubav u kontemplaciji o Božanskoj ljubavi. Ona se upravo ostvaruje kroz Kristovo djelo otkupljenja. 
Na taj se način kristološki element pokazuje kao bitan u kontemplaciji o Božjoj ljubavi. Ignacije je poslije pisao da je Krist prisutan u »svim stvarima« i da su sva stvorenja »oprana u krvi Kristovoj«.
c) Očitovanje Trojstva
Trojstvo se pokazuje u kontemplaciji preko »otkupljenja« (Dv 234). U njemu je sve iznova stvoreno »na priliku Boga« (Post 5, 1) i obnovljeno po slici »glave svakog poglavarstva i vlasti« (Kol 2, 10) i »po svome Duhu koji stanuje u vama« (Rim 8, 11). Tako se Trojstvo očituje kao krajnja svrha djela otkupljenja. 
d) Trojstvena kristologija
Kroz kontemplaciju o Božjoj ljubavi neprestano se isprepliću, kao što smo primijetili, dva bitna teološka vidika, kristološki i trojstveni. Oni se postojano susreću i nadopunjuju. 
Kontemplacija je prožeta tajnom otkupljenja, u kojoj se na djelu pokazuje Trojstvo. Biblijski temelj ignacijanskih tekstova upravo vodi u takvu trojstvenu kristologiju. Uloga Isusa Krista u cjelovitoj viziji spasenja nikad se ne odvaja od Trojstva. Trojstvena kristologija je uistinu sinteza za kontemplacije o Božjoj ljubavi.

## Zaključak
Duhovne vježbe nisu teološka knjiga i nisu napisane teološkim jezikom. No one uključuju specifičnu teologiju i na nju se oslanjaju. To je u prvom redu biblijska teologija koju posebno potvrđuju mistična iskustva Ignacija Lojolskog. Svojstvenu teologiju duhovnih vježbi susrećemo na poseban način uključenu u šest njihovih bitnih dijelova. Oni su povezani dinamikom Božje ljubavi koje se objavila u Kristovom djelu otkupljenja. 
1. Iako Isus Krist nije spomenut u »Načelu i temelju«, koji je kao uvod u duhovne vježbe, on je kao Otkupitelj uključen. Sve se, naime, ostvaruje u otkupiteljskom redu. Tako »stvoren čovjek« (Dv 23) postaje otkupljeni čovjek. A Isus Krist postaje »naš Gospodin« (Dv 23) po djelu otkupiteljske ljubavi. U djelu otkupljenja je raspoloživost za ono »više« u odnosu prema Bogu.
2. U prvom tjednu duhovnih vježbi pojavljuje se Krist kao »Stvoritelj« i Sin Djevice Marije koji umire »na križu« zbog grijeha (Dv 53). Tako postaje Spasitelj i Otkupitelj. A kao »drugi Adam« ostvaruje plan koji je razrušen u »prvom Adamu« (1 Kor 15, 45). U njemu se božanska ljubav očituje kao otkupiteljska ljubav. A prisutnost Trojstva u ovom dijelu duhovnih vježbi očituje se preko slike »duševnih moći« (Dv 45). 
3. Slavni Krist je temelj poziva »vječnog Kralja« (Dv 95) koji je kao uvod u drugi tjedan duhovnih vježbi. Poziva na suradnju u spasavanju svijeta. Tko god bude s njime u radu i trudu, taj će biti s njime u pobjedi i slavi. 
Krist proglašuje uvjete suradnje u borbi s duhovnim neprijateljima, tj. život u »siromaštvu«, u podnašanju »pogrda« i u »poniznosti« (Dv 146). To uvodi u nasljedovanje Krista iz ljubavi koji je izabrao poniznost i križ (Dv 167). Takav Krist postaje mjerilo za svaki izbor u životu (Dv 170). U tajnama Kristova života križ ostaje u središtu jer je po planu Trojstva da se na taj način ostvari otkupljenje. Otkupljenje na križu postaje cilj njegova života. Krist kroz tajne svoga života pokazuje da je u prostoru i iznad prostora, da je u vremenu i iznad vremena, jer je Bog i čovjek. Tako se tajne Kristova života koje su svrhovito postavljene u drugom tjednu duhovnih vježbi, slijevaju u tajnu smrti i uskrsnuća. U njima je Krist pokazao kako se ostvaruje božanski poziv u povezanosti s Trojstvom. 
4. Ulaz u Krista u muku, o kojoj se govori u »trećem tjednu« (Dv 190), označuje prijelaz k Ocu. Isusova muka uvodi u dubine pashalnog misterija. Otkupljenje se ostvaruje upravo po tajni križa, na kojem Bog učini Krista »mjesto nas grijehom« (2 Kor 5, 21) da bi čovjek bio »dionik božanske naravi« (2 Pt 1, 4). Smrt na križu postaje znakom najveće ljubavi Trojstva. Na križu se dogodilo »novo stvaranje« (2 Kor 5, 17). Kristov križ postaje sredstvo smrti i slave, jer Bog »sjaji« na licu Raspetoga (2 Kor 4, 6). U Kristovoj smrti na križu rodila se i Crkva.
5. Uskrsnuli Krist donosi utjehu »prijateljima« (Dv 224), o čem raspreda u četvrtom tjednu duhovnih vježbi. Uskrsnuli pobjednik šalje tješiti »jedan drugoga« (Dv 224). Uskrsnuće je točka na Isusovo djelo otkupljenja. Zapravo pashalni Krist postaje središte povijesti spasenja jer se u njemu ispunjavaju sva Božja obećanja. U njemu započinje nova stvarnost i u njemu se čovjek otvara eshatološkoj punini. A sve treba biti dovedeno »pod jednu glavu u Kristu« (Ef 1, 4). 
Crkva pak koja je rođena u smrti na križu, postaje »Kristovo tijelo« i njegova »punina« u uskrsnuću (Ef 1, 22). Pashalni Krist kao »glava«, a vjernik »tijelo« (Ef 1,), to čini cjelovitog Krista. 
6. U kontemplaciji o Božjoj ljubavi (Dv 230), koja je zaključak duhovnih vježbi, Isus Krist je uključen po »otkupljenju« (Dv 234). Božanska ljubav (Dv 230) koja se očituje u otkupiteljskoj ljubavi, samo u Kristu nalazi dostatan razlog. Isus Otkupitelj je objavitelj darova Trojstva. A Ignacije je smatrao da su sva stvorenja »kao oprana u Kristovoj krvi«.
Tako je trojstvena kristologija i sinteza duhovnih vježbi. Ona je izrazito biblijska jer se duhovne vježbe Ignacija Loyolskog temelje i oslanjaju na Sveto pismo.

## Prostor Duha
Na adresi www.isusovci.hr/prostorduha nalazi se molitvena internetska stranica „Prostor Duha” koju su uredili hrvatski isusovci. To je hrvatska inačica irske stranice „Sacred Space”, prevedene na dvadesetak svjetskih jezika.
Slijedeći poveznice, korisnik stranice polako se uvodi u kratku online molitvu na temelju dnevnoga čitanja iz Svetoga pisma (Evanđelja). Uz poticajne tekstove , korisniku je na raspolaganju "Vodič kroz molitvu" koji ukratko objašnjava te molitvene korake. Potom korisnik dolazi do samoga teksta Evanđelja za taj dan. Iako i ovdje postoji pomoć u obliku nekoliko predloženih misli na tekst Evanđelja, zamišljeno je da ova molitva bude u duhu ignacijanske meditacije koja inzistira na osobnom unutarnjem proživljavanju evanđeoskih zgoda i vlastitom razmišljanju nad tim porukama. Kratka meditacija završava se nutarnjim Razgovorom s Gospodinom.

## Poveznice
- Isusovci
- Sv. Ignacije Lojolski

## Vanjske poveznice
Mrežna mjesta
- DUHOVNE VJEŽBE sv. Ignacija Lojolskog, priredio Ivan Marinković DI, Zagreb, 2017.
- Roko Prkačin, Geneza duhovnih vježbi Ignacija Loyolskog, Obnovljeni Život 1/1991.